# シリトゲオオトカゲ
シリトゲオオトカゲ（尻棘大蜥蜴、学名：Varanus tristis）は、オオトカゲ科オオトカゲ属に分類されるトカゲ。別名トリスティスモニター。

## 分布
- V. t. tristis

オーストラリア西部から中部

## 形態
最大全長80cmとヒメオオトカゲ亜属では大型。体色には変異が大きく、地域によっては胴体に明色の眼状斑が入る。
尾の基部に棘状の突起があることが和名の由来。この突起はオスでは特に顕著。
- V. t. tristis

成長に伴い頭部から頸部にかけて黒くなる。

## 亜種
- Varanus tristis tristis　(Schlegel, 1839)　Black headed monitor
- Varanus tristis orientalis　Fry, 1913　Freckled headed monitor

## 生態
砂漠や荒地、森林に生息する。木にも登るが、木がなかったり他の樹上棲のオオトカゲのいる環境では岩の下や草の根元に隠れ主に地表で生活するとされる。
食性は動物食で、主にトカゲを食べるが、昆虫類、節足動物、鳥類やその卵等を食べる。
繁殖形態は卵生で、12月に最大17個の卵を産む。

## 人間との関係
ペットとして飼育されることもあり、日本にも輸入されている。主な生息地であるオーストラリアは野生動物の輸出を禁止しているためオーストラリアに生息する亜種の野生個体の流通はないが、過去に欧米へ流通した個体からの繁殖個体が流通する。そのためヒメオオトカゲ亜属の流通は少ないが、その中でも本種はまだ流通は多い方である。主に基亜種が流通する。動物愛護法が改正されたため、飼育にあたり特に法規制はない。